# Лаврово (Кичменгско-Городецкий район)
Лаврово — деревня в Кичменгско-Городецком районе Вологодской области.
Входит в состав Енангского сельского поселения, с точки зрения административно-территориального деления — в Нижнеенангский сельсовет.
Расстояние по автодороге до районного центра Кичменгского Городка составляет 53 км, до центра муниципального образования Нижнего Енангска — 1 км. Ближайшие населённые пункты — Рудниково, Нижний Енангск, Терехино.
Население по данным переписи 2002 года — 79 человек (35 мужчин, 44 женщины). Преобладающая национальность — русские (99 %).